# Strange Place for Snow
Strange Place for Snow ist das siebte Album des schwedischen Jazz-Trios Esbjörn Svensson Trio.
Das Album wurde mit dem Preis der deutschen Schallplattenkritik 2002 ausgezeichnet. Die Band stellte das Album bei einer neunmonatigen Welt-Tournee vor.
Das Album bekam allgemein sehr gute Kritiken.

## Titelliste
1. The Message – 5:16
2. Serenade For The Renegade – 4:30
3. Strange Place For Snow – 6:44
4. Behind The Yashmak – 10:30
5. Bound For The Beauty Of The Sout – 5:10
6. Years Of Yearning – 5:44
7. When God Created The Coffeebreak – 6:38
8. Spunky Sprawl – 6:29
9. Carcrash – 18:01

## Inhalt
Alle Stücke sind Eigenkompositionen, die mit den Elementen moderner Jazz, Klassik, Pop und Folk mehr noch als in den vorausgehenden Alben zu der unverwechselbaren e.s.t.-Sprache vermischt werden.

## Trivia
Strange Place For Snow wurde für den Soundtrack des Films Dans ma Peau von Marina de Van verwendet.